# Moulin-Neuf, Ariège
Moulin-Neuf är en kommun i departementet Ariège i regionen Occitanien i södra Frankrike. Kommunen ligger  i kantonen Mirepoix som ligger i arrondissementet Pamiers. År 2022 hade Moulin-Neuf 235 invånare.

## Befolkningsutveckling
Antalet invånare i kommunen Moulin-Neuf
Referens: INSEE